# Hasselborg Lake North Shelter Cabin
Die Hasselborg Lake North Shelter Cabin ist eine historische Schutzhütte im Admiralty Island National Monument, einem Teil des Tongass National Forest in Südostalaska.

## Geschichte
Das Blockhaus im Stil der Adirondack Architecture, von dem heute nur noch Überreste erhalten sind, wurde 1935 durch das Civilian Conservation Corps gebaut, als Übernachtungsmöglichkeit auf der Kanurute über die Insel. Es liegt am nordöstlichen Ende des Hasselborg Lake, von wo ein schlecht gewarteter Wanderweg in nördlicher Richtung nach Windfall Harbor führt.
Das Blockhaus wurde am 2. November 1995 in das National Register of Historic Places eingetragen. Zu dieser Zeit war das Grundstück wegen eines Biber-Damms überflutet, und das Dach des Blockhauses war wegen vernachlässigten Reparaturen undicht.